# Bandera d'Artigas
La Bandera d'Artigas és un dels símbols nacionals de la República Oriental de l'Uruguai; va ser declarada com a tal per un decret del 18 de febrer de 1952. Per disposició legal, ha de tenir les mateixes proporcions que la bandera nacional.
La Bandera d'Artigas identifica i fa honor a la figura del Pròcer de la Pàtria, José Gervasio Artigas. Consta de tres franges horitzontals del mateix ample, sent de color blau la superior, i inferior i blanca la del centre. Les franges expressades estan travessades diagonalment per una de color vermell d'igual ample que les anteriors, que s'estén de la part superior, al costat de l'asta, a l'angle inferior oposat.

## Origen
La bandera va ser dissenyada pel mateix cabdill oriental, basant-se a la bandera creada el 1812 per Manuel Belgrano, a la qual li va afegir el color vermell per la sang vessada per la independència i pel federalisme, i amb l'objectiu de ser l'emblema de la Lliga Federal de les Províncies Unides del Riu de la Plata. Al principi constava de tres bandes blau-blanc-blau, on cada una de les bandes blaves tenia dins una banda vermella horitzontal, cada banda (vermella) representava les bandes oriental i occidental del Riu de la Plata a la mateixa bandera. Més tard és el mateix Artigas que canvia els dos llistons horitzontals per dos en diagonal i després per un sol en diagonal, argumentant que "en la distància era difícil distingir-los". En aquest cas les dues bandes del Riu de la Plata són les franges blaves i celestes, i el Riu de la Plata és representat amb la franja horitzontal central blanca (en heràldica = color plata) i la franja vermella que en creuar-les uneix a totes les bandes, assenyala la unió lliure dels pobles (Unió dels Pobles Lliures).

## Context

Primera versió de la bandera d'Artigas (1815).

Sorgeix com una reacció en contra del govern unitari i centralista de Buenos Aires, esquerp a acceptar el federalisme i temorosa de la situació internacional imperant. Segons paraules del mateix Artigas Font Arxivat 2004-07-17 a Wayback Machine.:
| « | 1 Març 1815 – la província d'Entre Ríos enarbora la Bandera d'Artigas, que s'havia hissat per primera vegada al Ctel. Gral. d'Arerunguá el 13/I/1815; aquest en ofici de 4/II/1815 al governador de la província de Corrientes, Tinent Coronel José de Silva, havia disposat els colors a utilitzar-se a la bandera dels "Pobles Lliures", "...la bandera que s'hi ha manat aixecar als pobles lliures ha de ser uniforme a la nostra, si és que som uns en els sentiments. Buenos Aires fins aquí ha enganyat en món sencer amb les seves falses intencions polítiques i doblegades. Aquestes hi han format sempre la major part de les nostres diferències internes, i no hi ha deixat d'excitar els nostres temors la publicitat que manté enarborat el pavelló espanyol si per simular aquest defecte ha trobat el mitjà d'aixecar en secret la bandera blava i blanca; jo he ordenat en tots els pobles lliures d'aquella opressió, que s'aixequi una d'igual a la del meu Ctel. Gral., blanca, blau als dos extrems, i en mig d'aquests uns llistons vermells signe de la distinció de la nostra grandesa, de la nostra decisió per la República, i de la sang vessada per sostenir la nostra llibertat i independència…". (Arxivament, Artigas, vintè volum). | » |

## Actitud centralista del Govern de Buenos Aires
El 1812 el règim unitari establert a la ciutat de Buenos Aires va amonestar i fins i tot va amenaçar a Manuel Belgrano per haver creat la bandera blava i blanca que avui és la de l'Argentina i, circumstancialment el patriota Antonio Beruti havia aconseguit fer flamejar la bandera blava i blanca al fort de Buenos Aires el 17 d'abril de 1815, però de nou fins a juliol de 1816 no es va declarar oficial el seu ús a la ciutat de Buenos Aires, pel que es va mantenir fins i tot aquest llavors com a oficial la bandera espanyola.
La bandera d'Artigas (és a dir la blava i blanca amb la franja vermella) va ser hissada per primera vegada a la caserna d'Arerunguá el 13 de gener de 1815, a la Província Oriental (actual Uruguai) el 26 de febrer de 1815 i a Entre Ríos (Argentina) el 13 de març. A Montevideo va ser enarborada per primera vegada el 26 de març per ordre del governador militar de Montevideo, el coronel Fernando Otorgués.

## Lliga Federal

Bandera d'Artigas, oficial de la província d'Entre Ríos.

De la Lliga Federal formaven part la Província Oriental (avui, Uruguai), Entre Ríos, Santa Fe, Corrientes, Córdoba i Misiones. És per això que el disseny coincideix amb l'actual bandera de la província argentina d'Entre Ríos, si bé varia el to de blau per èpoques. Actualment s'utilitza un blau molt fosc a l'Uruguai, i un celeste molt clar a Entre Ríos.